# 大旋鰓蟲
大旋鰓蟲（學名：Spirobranchus giganteus），俗稱聖誕樹管蟲，是龍介蟲科下一種細小及管狀的環節動物。其种加词“Giganteus”意为“巨大的”。

## 結構及形態

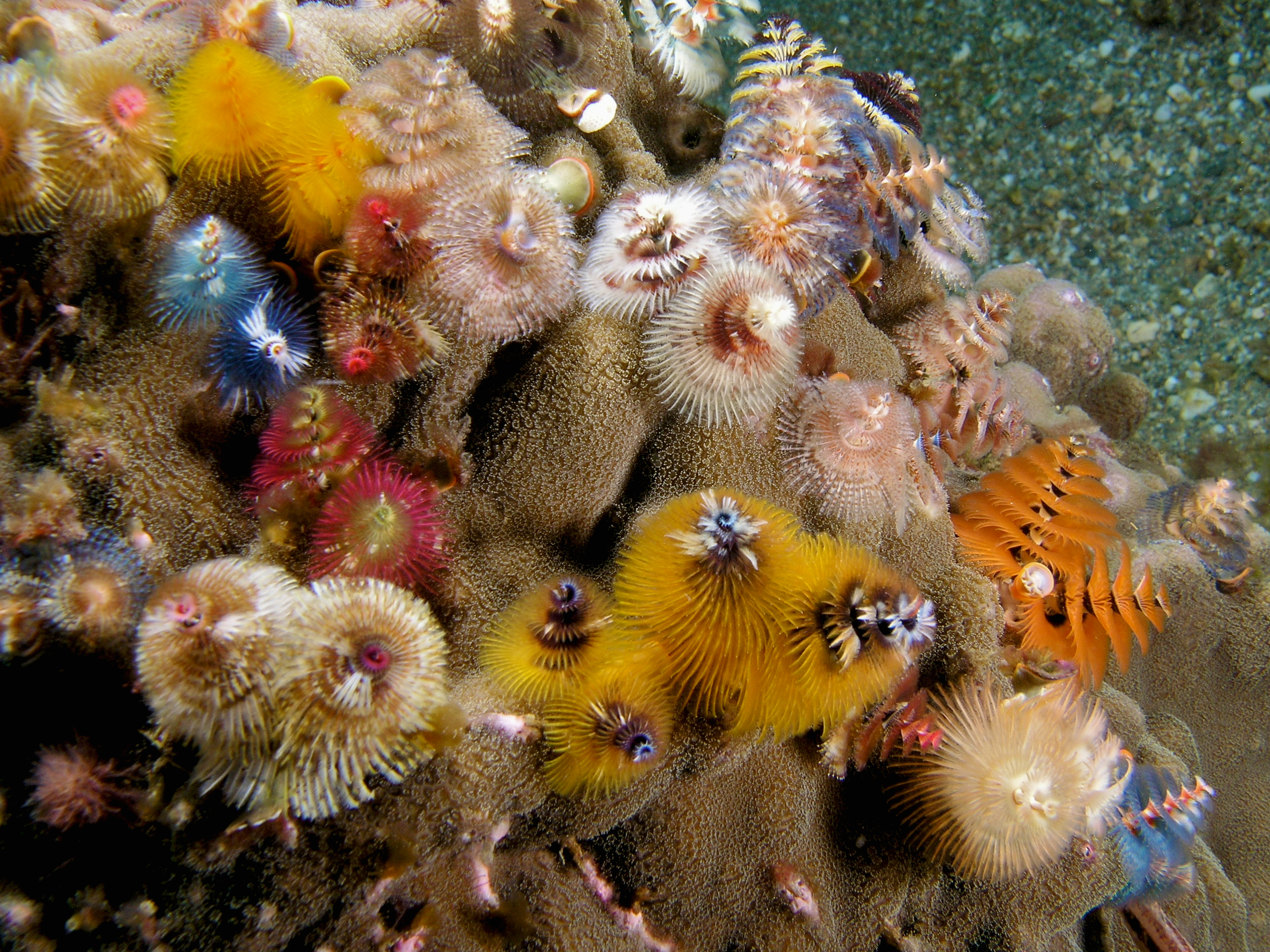
各式各樣的大旋鰓蟲。

大旋鰓蟲有兩個色彩鮮艷的螺旋結構，是用來呼吸的。它們呈管狀，身體有節，細小的剛毛協助其運動。由於它們不會離開管腔，故並沒有特別的附肢來進行運動或游泳。
大旋鰓蟲最特別的是兩個組成像聖誕樹的冠。這些冠其實是高度進化的口前葉觸鬚。每一個螺旋都由像羽毛的輻棘所組成，輻棘上有很多纖毛，可以困著及運送獵物至口部。這些輻棘也可以用來呼吸，所以輻棘也被稱為鰓。
大旋鰓蟲與近親纓鰓蟲目的主要分別是後者沒有用來塞著管口的結構。大旋鰓蟲擁有像蓋的特別輻棘，可以用來保護管口。
大旋鰓蟲擁有完整的消化系統及閉鎖式的循環系統。它們也有神經系統及中央腦部，支援的神經節等，是多毛綱中獨有的。它們會用發育良好的原腎管來排泄。當繁殖時，它們會直接將合子排到水流中，在水中漂流。

## 分佈及棲息地
大旋鰓蟲廣泛分布於全球的熱帶珊瑚礁海域。

## 生態
大旋鰓蟲會嵌入大型珊瑚的頭上。它們可以分在身體周圍泌出一條鈣質的管腔，作為住所及保護。它們一般在分泌鈣質管前會在珊瑚頭上鑽一個洞，加強保護。
大旋鰓蟲是定棲的，主要是透過濾食來維生。它們會用輻棘來濾食水中的微生物，並將之直接放入消化道中。
已知很少生物是以大旋鰓蟲為食物。

## 亞種
大旋鰓蟲有兩個亞種，分別是S. g. corniculatus及指名亞種S. g. gigantea。